# Walmer Castle
Walmer Castle ist eine ehemalige Küstenbefestigung in der Grafschaft Kent in Großbritannien. Sie liegt südlich der Stadt Deal. Die als Kulturdenkmal der Kategorie Grade II eingestufte Festung zählt zu den am besten erhaltenen Küstenbefestigungen aus der Zeit von Heinrich VIII.

## Geschichte
Walmer Castle wurde von 1539 bis 1540 errichtet und war Teil der 20 Burgen umfassenden Festungskette, die Heinrich VIII. zur Abwehr spanischer oder französischer Invasionen errichten ließ. Zusammen mit dem zwei Kilometer nördlich gelegenen Deal Castle und dem zwei Kilometer weiter nördlich gelegenen Sandown Castle sollte die Festung den vor The Downs liegenden Küstenabschnitt vor feindlichen Landungen schützen.
Die einzige militärische Aktion, die die Festung sah, war im englischen Bürgerkrieg, als das von Royalisten gehaltene Castle nach dreiwöchiger Belagerung 1648 durch Parlamentstruppen erobert wurde.
Seit 1708 dient die Festung als Residenz des Lord Warden of the Cinque Ports. Die Lord Wardens besuchten ihre Residenz jedoch nur selten, bis der Duke of Wellington, der dieses Amt 23 Jahre lang innehatte, die Innenräume weiter ausbaute. Wellington starb 1852 in der Festung.
Die Festung und die umgebenden Gärten werden heute von English Heritage verwaltet und können besichtigt werden. 2019 wurde Walmer Castle von rund 152.000 Personen besucht. 2024 betrug die Besucherzahl etwa 115.000 Personen. Eine Ausstellung, Gemälde und Memorabilia erinnern an Wellington und die Besuche von Elizabeth Bowes-Lyon (Queen Mum), die ebenfalls das Amt des Lord Warden innehatte.

## Anlage

### Festung

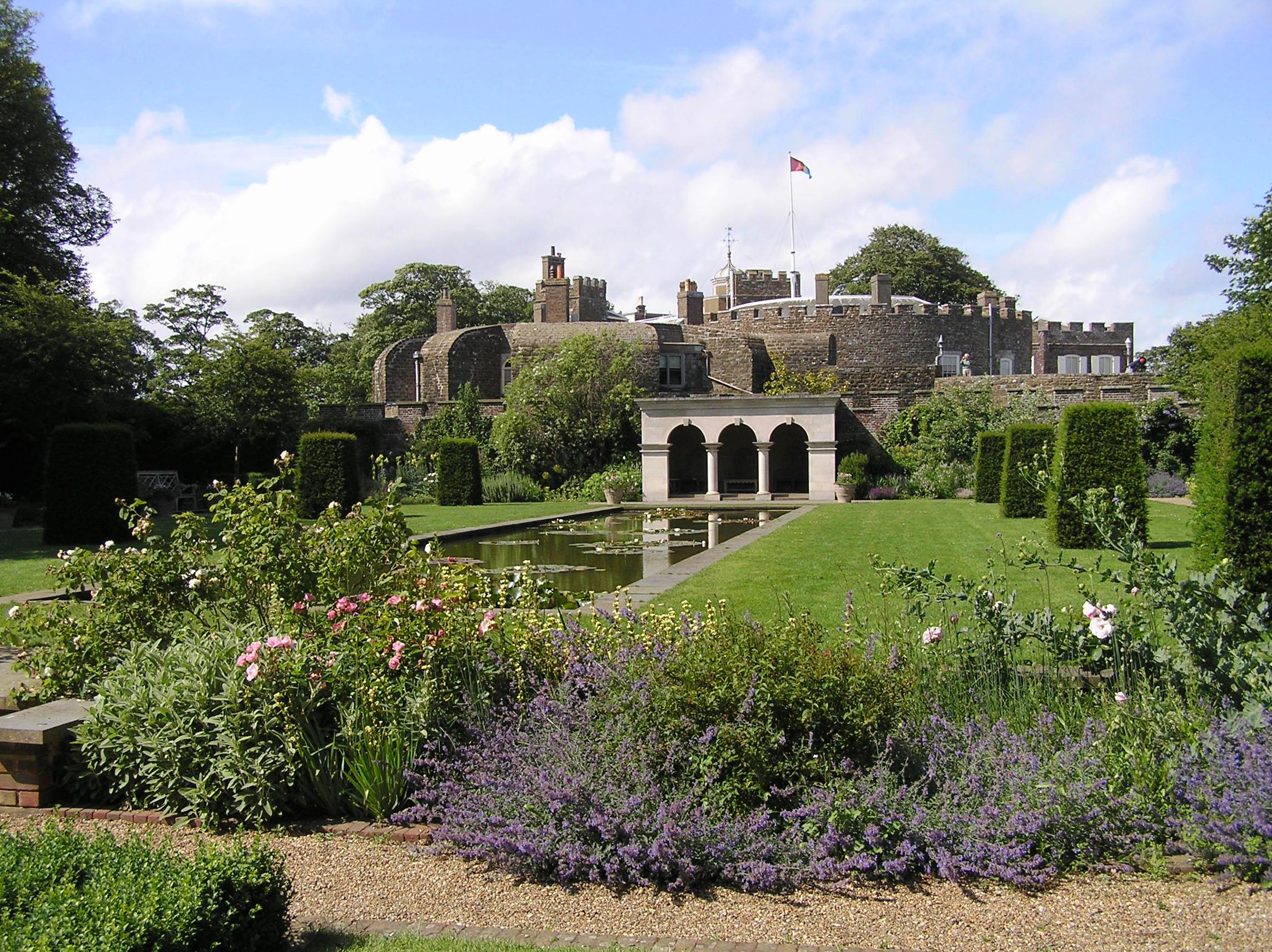
Der Queen Mother's Garden

Die Festung wurde nach Plänen von Stephan von Haschenperg gebaut und besteht aus einem runden, dreistöckigen Zentralturm und vier konzentrisch angeordneten halbrunden Bastionen, die von einem gemauerten Trockengraben umgeben sind. Die nördliche Bastion dient als Torhaus. Das Innere wurde ab dem frühen 18. Jahrhundert als Wohnung ausgebaut.

### Garten
1725 wurde vor der Festung ein Küchengarten für den Festungsgouverneur angelegt. Gegen Ende des 18. Jahrhunderts wurde in den Gräben und um die Festung ein Landschaftsgarten angelegt, der um 1865 erweitert wurde und heute 15 ha umfasst. Zu Ehren des 95. Geburtstags der Queen Dowager (Königinwitwe) Elizabeth Bowes-Lyon gestaltete Penelope Hobhouse 1995 bis 1997 einen neuen formalen Garten. In einem ummauerten Gelände südlich der Festung wurde dafür ein 30 m langer, rechteckiger Teich angelegt, der im Norden von einem loggiaartigen Pavillon, im Süden von einem künstlichen, mit beschnittenen Eiben bestandenen Hügel umgeben wird.